# NGC 6465
NGC 6465 – asteryzm znajdujący się w gwiazdozbiorze Strzelca, liczy od czterech do siedmiu gwiazd. Odkrył go John Herschel 1 lipca 1826 roku.